# Алексеенково
Алексеенково — село в Алексеевском районе (городском округе, с 2018) Белгородской области, входит в состав Меняйловского сельского поселения.

## Описание
Расположено в восточной части области, в 15 км к юго-востоку от районного центра, города Алексеевки. 
| 1859 | 1897 | 2002 | 2010 |
| ---- | ---- | ---- | ---- |
| 963  | ↘948 | ↘334 | ↘292 |

Улицы и переулки
| - ул. Кольцевая - ул. Новая - ул. Полевая - ул. Светлая - ул. Центральная | - пер. Центральный |

## История
В 1859 году в Бирюченском уезде — «по правую сторону большого почтового тракта от г. Бирюча до г. Острогожска», «при балке Матреновской», в 30 верстах от уездного города стоял большой «хутор владельческий Алексеенков» — 122 двора, 963 жителя (512 мужского и 451 женского пола).
Упоминается в Памятной книжке Воронежской губернии за 1887 год как "слобода Алексѣенкова" Матреногезевской волости Бирюченского уезда. Число жителей обоего пола — 1093, число дворов — 134.